# 相坂トンネル

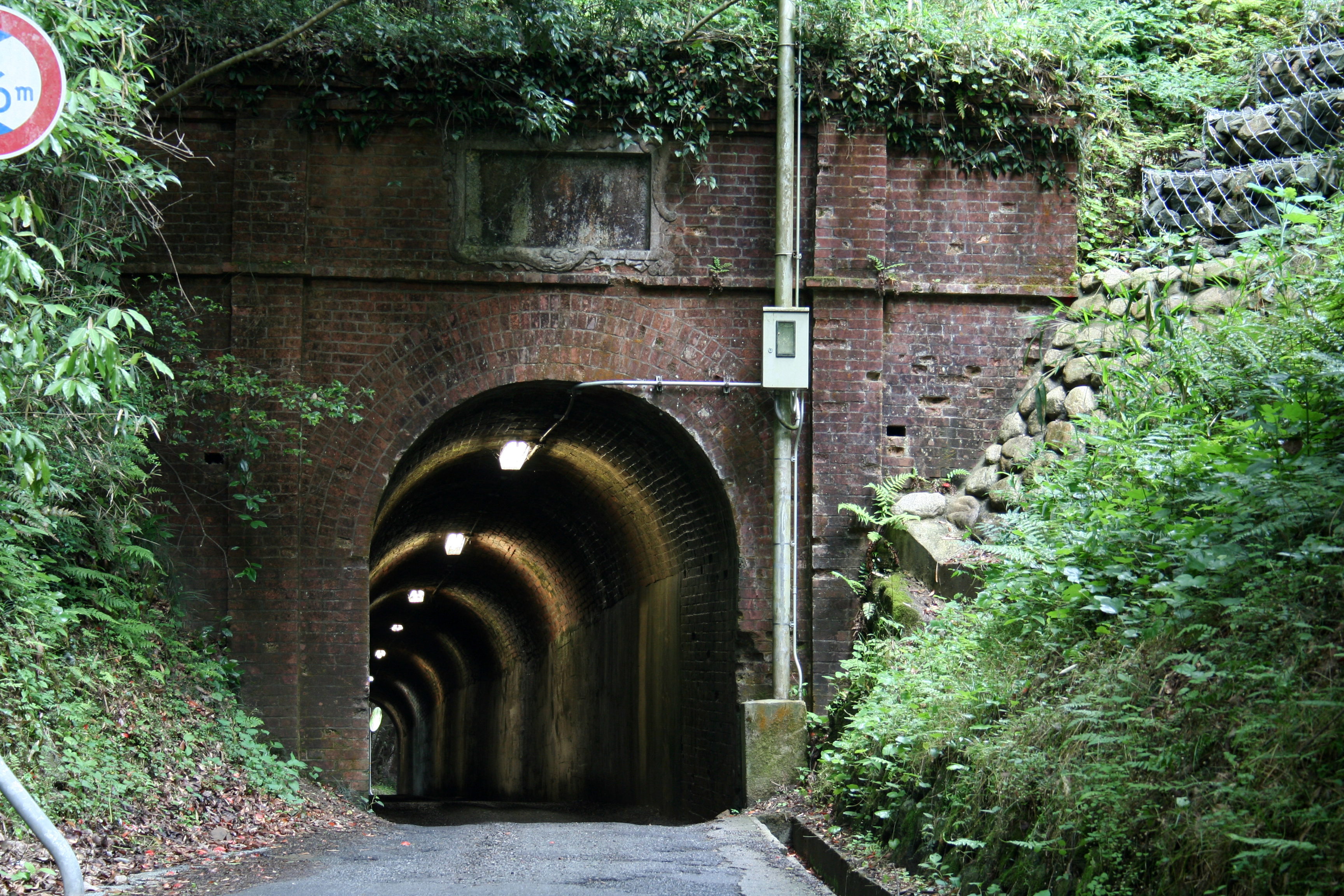
相坂トンネル須加院側出入口

相坂トンネル（あいさかトンネル）は、兵庫県姫路市にある兵庫県道80号宍粟香寺線のトンネル。神崎郡香寺町（現・姫路市香寺町）相坂から須加院へと抜ける相坂峠に掘られたトンネルである。相坂隧道（あいさかずいどう）とも呼ばれる。大正時代に作られた煉瓦作りの当時の趣のまま現在も利用されている。現在、トンネル南側に新しくバイパスを設ける計画があるが、財政面の理由で現在凍結状態となっている。

## 歴史
かつて、香寺町相坂から須加院への道は険しい峠を越す山道で、通行をせき止める難所という意味で「セキド」と呼ばれるほどであった。旧香呂村村長の主導により、1919年（大正8年）に工事が開始され1921年（大正10年）に完成した。煉瓦作りで全長約70m、高さ2.9m、道幅は2.45mである。車1台が通るのがやっとの幅であるが、現在も利用されている。
香呂駅西にあった煉瓦工場で作られた煉瓦を美しいアーチ構造のイギリス積みにして作られたトンネルは、往時の趣を今でも伝える優美なものである。
2000年（平成12年）9月22日、付近の山中で当時6歳だった男児の白骨化した遺体が発見され、そこに付近の山中で自殺が多発していたという噂が相まって、心霊スポットとしても知られている。

## ギャラリー

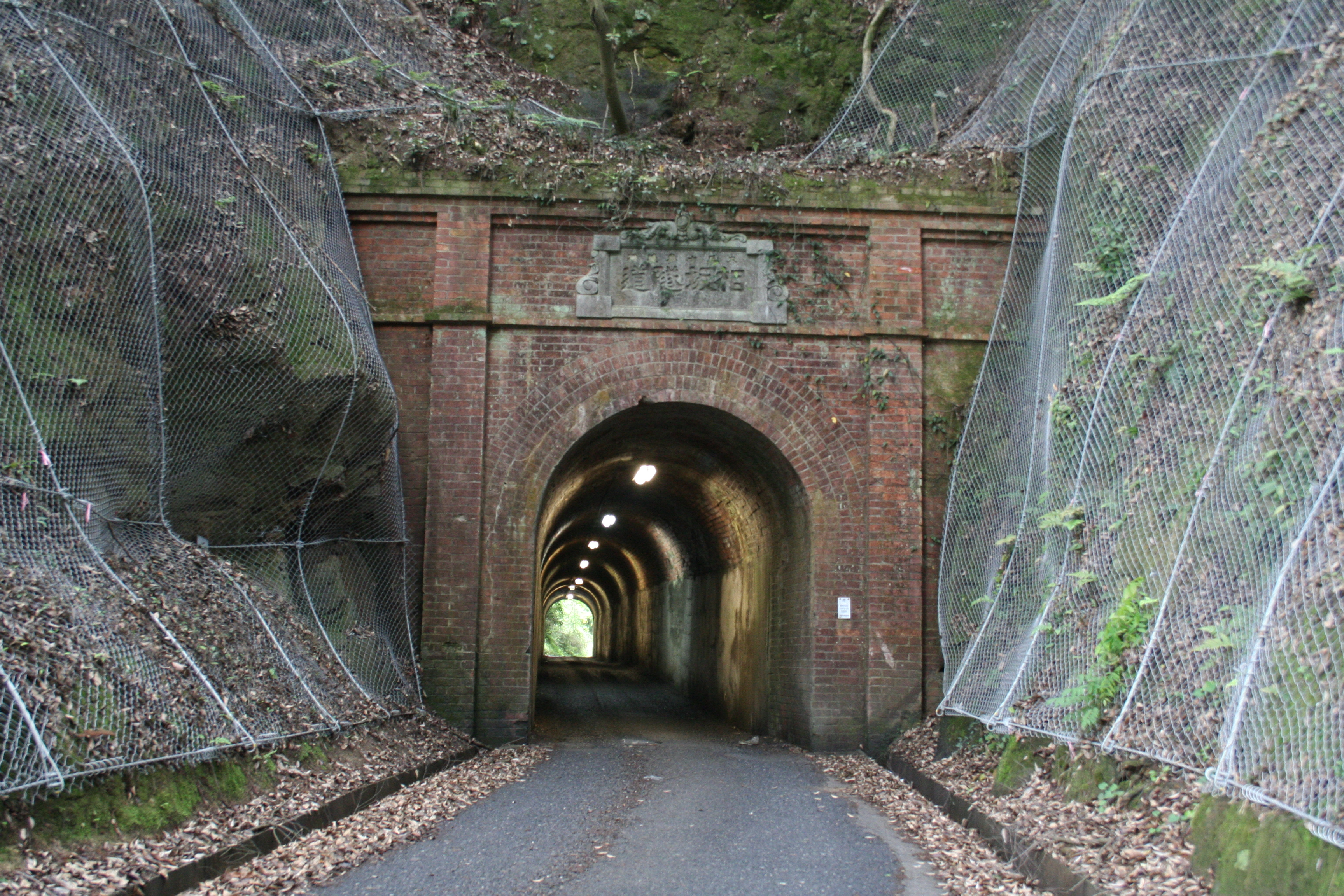
相坂側出入口。
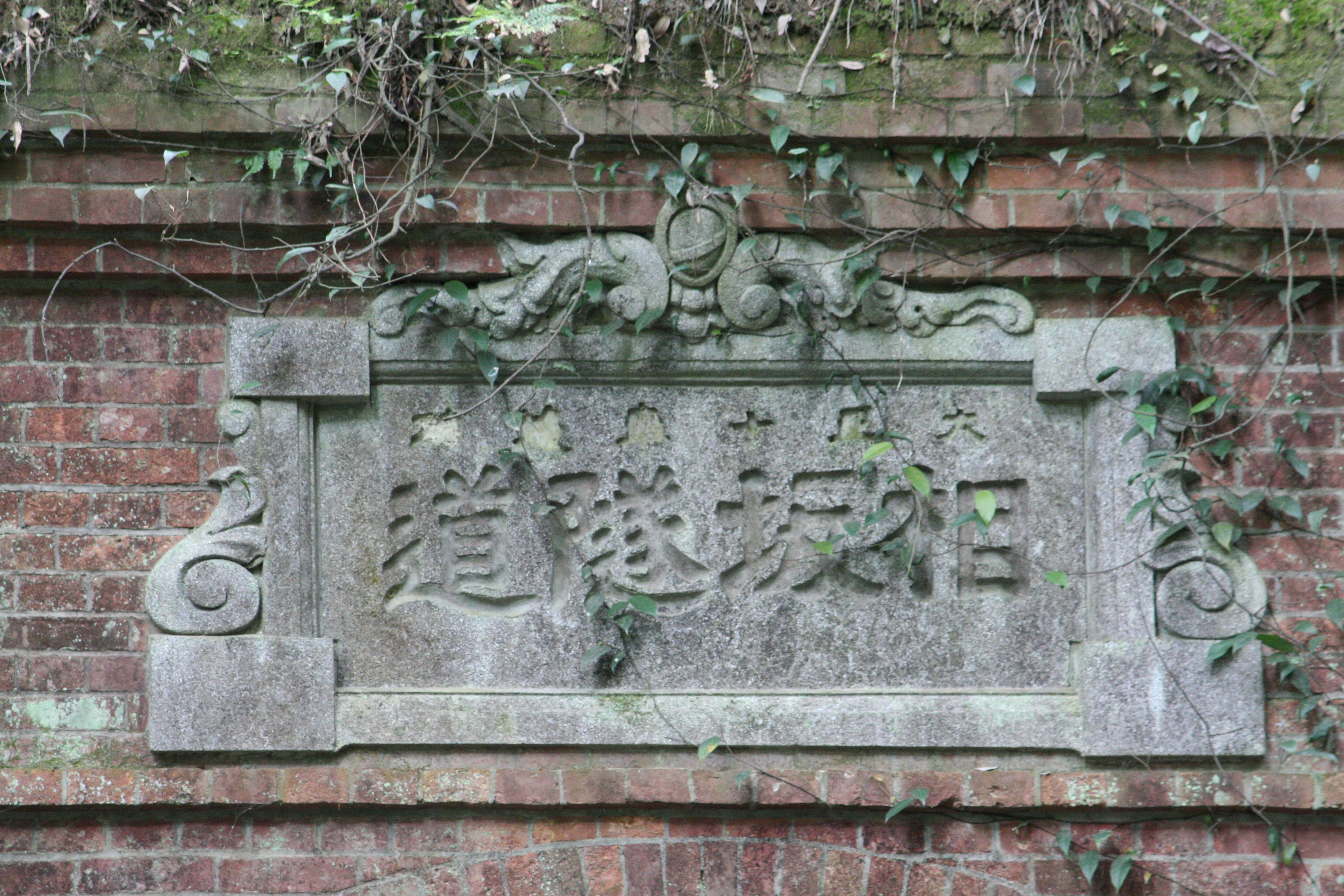
相坂側トンネル出入り口上部にある銘板「相坂隧道」と刻まれている。
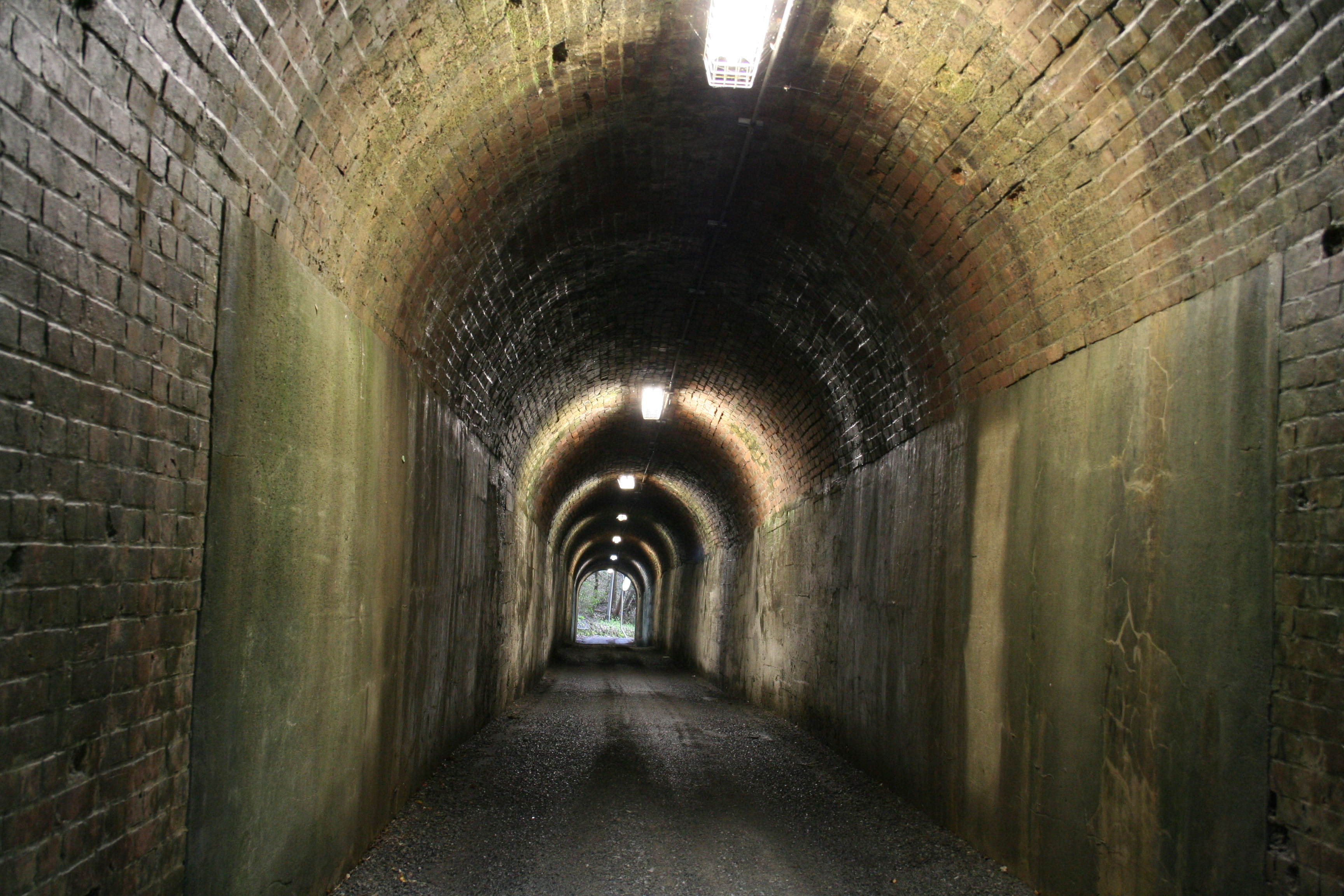
トンネル内部の様子。往時の煉瓦作りのままである。
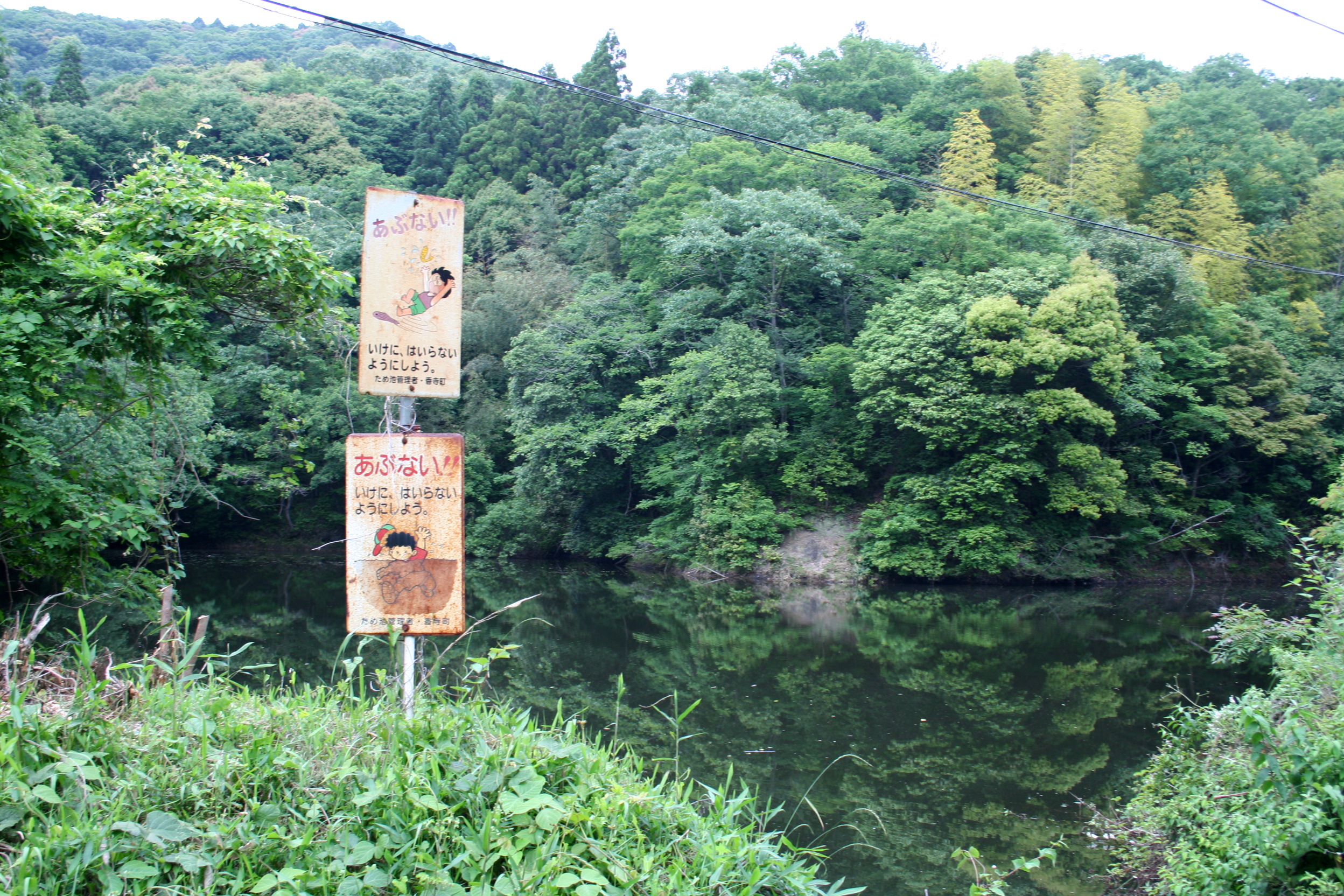
相坂トンネルの西側(須加院側)へ20m程度離れた場所にある池。